# Colisor
Na física de partículas, colisor ou colisionador é um tipo de acelerador de partículas que faz com que feixes de partículas colidam em velocidades próximas a da luz. Apesar de terem montagem mais difícil, o ganho em energia de colisão é muito superior com relação a aceleradores de partículas que aceleram feixes contra obstáculos estáticos. Sem os efeitos relativísticos, o ganho seria de quatro vezes, mas com as partículas com altas velocidades, o ganho pode chegar a várias ordens de magnitude.
Notáveis colisores: LEP, RHIC, Tevatron, LHC e BEPC.